# Morti nel 2008/Aprile
| Questa pagina contiene informazioni ricavate automaticamente dalle voci biografiche con l'ausilio del template Bio e di un bot. L'aggiornamento è periodico e automatico e ricostruisce completamente la pagina. Se manca una persona in questa lista, sei pregato di non aggiungerla, ma accertati piuttosto che la sua voce biografica contenga il template Bio e che i dati anagrafici siano correttamente compilati. Se il template Bio manca, inseriscilo tu stesso o, in alternativa, metti l'avviso {{tmp\|Bio}} che ne segnala la mancanza. Se i dati riportati sono sbagliati, correggi direttamente la voce biografica; le modifiche saranno visibili in questa lista entro pochi giorni. Per chiarimenti vedi il progetto biografie. La lista contiene solo le 148 persone che sono citate nell'enciclopedia e per le quali è stato implementato correttamente il template Bio. Pagina aggiornata al 2 mag 2025. |

- 1º aprile - Péter Baczakó, sollevatore ungherese (n. 1951)
- 1º aprile - Sabin Bălaşa, pittore, scrittore e regista romeno (n. 1932)
- 1º aprile - Adone Carapezzi, giornalista italiano (n. 1919)
- 1º aprile - Jim Finney, arbitro di calcio inglese (n. 1924)
- 1º aprile - Floyd Simmons, multiplista e attore statunitense (n. 1923)
- 2 aprile - Jacques Berthier, attore e doppiatore francese (n. 1916)
- 2 aprile - Goffredo Canino, generale italiano (n. 1931)
- 2 aprile - Ivan Firotto, calciatore italiano (n. 1935)
- 2 aprile - Isidoro Quaglio, rugbista a 15, allenatore di rugby a 15 e canottiere italiano (n. 1942)
- 2 aprile - Harry Webster, calciatore inglese (n. 1930)
- 3 aprile - Hrvoje Ćustić, calciatore croato (n. 1983)
- 3 aprile - Karl-Heinz Henrichs, pistard tedesco (n. 1942)
- 3 aprile - Riccardo Moncalvo, fotografo italiano (n. 1915)
- 3 aprile - Robert Tomasulo, informatico statunitense (n. 1934)
- 4 aprile - Francesco Bova, politico italiano (n. 1920)
- 4 aprile - Giovanni Nuvoletti, scrittore, attore e personaggio televisivo italiano (n. 1912)
- 4 aprile - Wu Xueqian, diplomatico e politico cinese (n. 1921)
- 5 aprile - Alexander Grasshoff, regista, sceneggiatore e produttore cinematografico statunitense (n. 1928)
- 5 aprile - Charlton Heston, attore, regista e attivista statunitense (n. 1923)
- 5 aprile - Giorgio Milesi, saggista, scrittore e artista italiano (n. 1927)
- 6 aprile - Fabio Gobbo, economista e politico italiano (n. 1947)
- 6 aprile - Roberto Vatteroni, partigiano e politico italiano (n. 1921)
- 7 aprile - Ludu Daw Amar, giornalista e scrittrice birmana (n. 1915)
- 7 aprile - Thomas Francis Little, arcivescovo cattolico australiano (n. 1925)
- 7 aprile - Servais-Théodore Pinckaers, teologo belga (n. 1925)
- 7 aprile - Raffaele Ursini, imprenditore italiano (n. 1926)
- 7 aprile - Phil Urso, sassofonista e compositore statunitense (n. 1925)
- 7 aprile - Paolo Washington, basso italiano (n. 1932)
- 8 aprile - Cedella Booker, cantautrice e scrittrice giamaicana (n. 1926)
- 8 aprile - Lucio De Caro, regista, sceneggiatore e giornalista italiano (n. 1922)
- 8 aprile - Graham Higman, matematico britannico (n. 1917)
- 8 aprile - Stanley Kamel, attore statunitense (n. 1943)
- 8 aprile - Jindřich Kinský, cestista cecoslovacco (n. 1927)
- 8 aprile - Vittorio Martinelli, storico del cinema e critico cinematografico italiano (n. 1926)
- 8 aprile - Kunio Ogawa, scrittore giapponese (n. 1927)
- 8 aprile - Nadežda Rumjanceva, attrice sovietica (n. 1930)
- 8 aprile - Kazuo Shiraga, artista giapponese (n. 1924)
- 8 aprile - Kees Wijdekop, canoista olandese (n. 1914)
- 9 aprile - Burt Glinn, fotografo statunitense (n. 1925)
- 9 aprile - Gianandrea Gropplero di Troppenburg, aviatore, militare e partigiano italiano (n. 1921)
- 9 aprile - Daniela Klemenschits, tennista austriaca (n. 1982)
- 9 aprile - Steffen Krauß, calciatore tedesco orientale (n. 1965)
- 9 aprile - Erminio Marussi, calciatore italiano (n. 1928)
- 9 aprile - Jacques Morel, attore cinematografico francese (n. 1922)
- 9 aprile - Art Spoelstra, cestista statunitense (n. 1932)
- 10 aprile - Ottavio Cogliati, ciclista su strada italiano (n. 1939)
- 10 aprile - Ernesto Corripio y Ahumada, cardinale e arcivescovo cattolico messicano (n. 1919)
- 10 aprile - Peter Dubovský, vescovo cattolico slovacco (n. 1921)
- 11 aprile - Claude Abbes, calciatore e allenatore di calcio francese (n. 1927)
- 11 aprile - Salvatore Civita, politico italiano (n. 1938)
- 12 aprile - Duilio Agostini, pilota motociclistico italiano (n. 1926)
- 12 aprile - Cecilia Colledge, pattinatrice artistica su ghiaccio britannica (n. 1920)
- 12 aprile - Dieter Eppler, attore tedesco (n. 1927)
- 12 aprile - Aleksandar Gec, cestista, allenatore di pallacanestro e dirigente sportivo jugoslavo (n. 1928)
- 12 aprile - Patrick Hillery, politico irlandese (n. 1923)
- 12 aprile - Bobby Tucker, musicista statunitense (n. 1923)
- 13 aprile - Sante Begalli, calciatore italiano (n. 1931)
- 13 aprile - Francisco Checa, cestista panamense (n. 1940)
- 13 aprile - Dario Ciccone, calciatore e allenatore di calcio italiano (n. 1920)
- 13 aprile - Cliff Davies, batterista e produttore discografico statunitense (n. 1948)
- 13 aprile - Ignazio Fabra, lottatore italiano (n. 1930)
- 13 aprile - Gianluigi Savoldi, allenatore di calcio e calciatore italiano (n. 1949)
- 13 aprile - John Archibald Wheeler, fisico statunitense (n. 1911)
- 14 aprile - Ollie Johnston, animatore statunitense (n. 1912)
- 14 aprile - Benoît Lamy, regista belga (n. 1945)
- 14 aprile - Silvano Moro, calciatore e allenatore di calcio italiano (n. 1927)
- 14 aprile - Rana Hanimsultan, principessa ottomana (n. 1926)
- 14 aprile - Marisa Sannia, cantautrice e attrice italiana (n. 1947)
- 14 aprile - June Travis, attrice statunitense (n. 1914)
- 15 aprile - Hazel Court, attrice inglese (n. 1926)
- 15 aprile - Brian Davison, batterista britannico (n. 1942)
- 15 aprile - Luigi Ferri, giurista italiano (n. 1914)
- 15 aprile - Renata Fronzi, attrice brasiliana (n. 1925)
- 15 aprile - Hendrik Houthakker, economista olandese (n. 1924)
- 15 aprile - Fernand Jaccard, allenatore di calcio e calciatore svizzero (n. 1907)
- 15 aprile - Walter Warwick Sawyer, matematico e divulgatore scientifico inglese (n. 1911)
- 15 aprile - Enzo Sordello, baritono italiano (n. 1927)
- 15 aprile - Geneviève Winding, montatrice francese (n. 1927)
- 16 aprile - René Dereuddre, calciatore e allenatore di calcio francese (n. 1930)
- 16 aprile - Edward Norton Lorenz, matematico e meteorologo statunitense (n. 1917)
- 16 aprile - Domenico Mattia, cantante italiano (n. 1958)
- 16 aprile - Claudio Merenda, politico e avvocato italiano (n. 1921)
- 16 aprile - Ignazio Schino, giornalista, conduttore radiofonico e scrittore italiano (n. 1925)
- 17 aprile - Aimé Césaire, poeta, scrittore e politico francese (n. 1913)
- 17 aprile - Danny Federici, tastierista e organista statunitense (n. 1950)
- 17 aprile - Viktor Nosov, allenatore di calcio e calciatore sovietico (n. 1940)
- 17 aprile - Rosario Sánchez Mora, politica spagnola (n. 1919)
- 18 aprile - Erminio Favalli, dirigente sportivo e calciatore italiano (n. 1944)
- 18 aprile - Kay Linaker, attrice e sceneggiatrice statunitense (n. 1913)
- 18 aprile - Joy Page, attrice statunitense (n. 1924)
- 19 aprile - Sékou Bamba de Karamoko, calciatore ivoriano (n. 1970)
- 19 aprile - Alfonso López Trujillo, cardinale e arcivescovo cattolico colombiano (n. 1935)
- 19 aprile - Germaine Tillion, etnologa francese (n. 1907)
- 19 aprile - Constant Vanden Stock, allenatore di calcio e calciatore belga (n. 1914)
- 20 aprile - Gazanfer Bilge, lottatore turco (n. 1924)
- 20 aprile - João Batista Faria, calciatore brasiliano (n. 1946)
- 20 aprile - Monica Lovinescu, giornalista, scrittrice e critica letteraria romena (n. 1923)
- 20 aprile - Adelir Antônio de Carli, presbitero brasiliano (n. 1966)
- 21 aprile - Enzo Dolfin, dirigente sportivo, allenatore di calcio e calciatore italiano (n. 1915)
- 21 aprile - Darell Garretson, arbitro di pallacanestro statunitense (n. 1932)
- 21 aprile - Sally Nerren, cestista statunitense (n. 1944)
- 21 aprile - Lamberto Tabellini, politico italiano (n. 1930)
- 21 aprile - Marcello Venturi, scrittore e giornalista italiano (n. 1925)
- 22 aprile - Abdellatief Abouheif, nuotatore egiziano (n. 1929)
- 22 aprile - Ed Chynoweth, dirigente sportivo canadese (n. 1941)
- 22 aprile - Paul Davis, cantautore, pianista e tastierista statunitense (n. 1948)
- 22 aprile - Cesarino Fava, alpinista e scrittore italiano (n. 1920)
- 22 aprile - Walter Moretti, storico della letteratura italiano (n. 1929)
- 22 aprile - Dora Ratjen, altista tedesco (n. 1918)
- 22 aprile - Mario Scotti, italianista italiano (n. 1930)
- 22 aprile - Ričardas Tamulis, pugile lituano (n. 1938)
- 23 aprile - Gerardo Bamonte, storico e scrittore italiano (n. 1939)
- 23 aprile - Jean-Daniel Cadinot, regista e produttore cinematografico francese (n. 1944)
- 23 aprile - Guglielmo Roehrssen, artista italiano (n. 1913)
- 23 aprile - Cesarino Romano, pediatra italiano (n. 1924)
- 23 aprile - Siegfried Woitzat, calciatore tedesco orientale (n. 1933)
- 24 aprile - Carlo Di Stefano, regista teatrale, regista televisivo e regista radiofonico italiano (n. 1923)
- 24 aprile - Emilio Ghisoni, inventore e progettista italiano (n. 1937)
- 24 aprile - Jimmy Giuffre, compositore, clarinettista e sassofonista statunitense (n. 1921)
- 24 aprile - Hans Glauber, sociologo, artista e alpinista italiano (n. 1933)
- 24 aprile - Qian Chenghai, cestista e allenatore di pallacanestro cinese (n. 1934)
- 25 aprile - Enrico Donati, pittore statunitense (n. 1909)
- 25 aprile - Sharo Gambino, scrittore e giornalista italiano (n. 1925)
- 25 aprile - Max Glashoff, scrittore tedesco (n. 1912)
- 25 aprile - Sofia Ionescu, chirurga e neurologa rumena (n. 1920)
- 25 aprile - Ricky Tamaca, cantautore italiano (n. 1949)
- 26 aprile - Silvano Bassetti, politico e architetto italiano (n. 1944)
- 26 aprile - Henry Brant, compositore e musicista statunitense (n. 1915)
- 26 aprile - Félix Markaida, calciatore spagnolo (n. 1931)
- 26 aprile - José Martinessi, cestista paraguaiano (n. 1950)
- 26 aprile - Árpád Orbán, calciatore ungherese (n. 1938)
- 26 aprile - Carmen Scarpitta, attrice italiana (n. 1933)
- 26 aprile - Remigio Yegros, cestista paraguaiano
- 27 aprile - Peter Mamakos, attore statunitense (n. 1918)
- 27 aprile - Nicola Palladino, dirigente sportivo e scacchista italiano (n. 1932)
- 27 aprile - Michael Ilmari Saaristo, aracnologo e entomologo finlandese (n. 1938)
- 27 aprile - Eudy Simelane, calciatrice sudafricana (n. 1977)
- 28 aprile - Gioacchino Busin, fondista italiano (n. 1930)
- 28 aprile - Enio Sardelli, partigiano italiano (n. 1926)
- 29 aprile - Karl Beckson, critico letterario e saggista statunitense (n. 1926)
- 29 aprile - Bo Yang, scrittore cinese (n. 1920)
- 29 aprile - Ernesto Bonino, cantante italiano (n. 1922)
- 29 aprile - Gordon Bradley, allenatore di calcio e calciatore inglese (n. 1933)
- 29 aprile - Chuck Daigh, pilota automobilistico statunitense (n. 1923)
- 29 aprile - Hassan Dehqani-Tafti, vescovo anglicano iraniano (n. 1920)
- 29 aprile - Albert Hofmann, chimico svizzero (n. 1906)
- 29 aprile - Mo Mahoney, cestista e allenatore di pallacanestro statunitense (n. 1927)
- 29 aprile - Charles Tilly, sociologo, politologo e storico statunitense (n. 1929)